# 新可児検車場
新可児検車場（しんかにけんしゃじょう）は、かつて岐阜県可児市下恵土に存在した、名古屋鉄道の車両基地である。犬山検査場の派出検車場として広見線新可児駅の構内に存在した。
八百津線のレールバス専用の検車場であったが、2001年（平成13年）10月1日、八百津線廃止に伴い閉鎖された。

## 概要
新可児検車場は八百津線の気動車化に伴い、レールバスや軽快気動車の日常点検を行う施設として開設され、同時に車庫と給油基地も兼ねていた。新可児駅1番線に隣接しており、広さは約145m2で、キハ10形では3両、キハ30形では2両の留置が可能であった。設備が限られていたため、車両検査や改造は犬山検査場で行われていた。
燃料タンク容量の都合上、レールバスは日中に一旦新可児検車場へ引き返して給油する必要があった。このため、御嵩駅・八百津駅方面と新可児駅を直通する定期列車が、昼間に1往復運行されていた。
2001年、八百津線廃止に伴い気動車の運行が無くなったため閉鎖された。設備は2006年頃に解体されている。
|            | ↑ 御嵩方面                         |  |
| ← 犬山方面 | 新可児検車場 構内配線略図 (1998年) |  |
| 凡例 出典: |                                    |  |

## 沿革
- 1984年（昭和59年）：八百津線にレールバス導入のため開設。
- 1984年（昭和59年）8月10日・12日：八百津線明智 - 八百津間で富士重工業製LE-Car[5]の試運転を実施。
- 1984年（昭和59年）9月23日：キハ10形の運用開始。
- 1988年（昭和63年）：キハ20形の運用開始。
- 1995年（平成7年）：軽快気動車キハ30形の運用開始、キハ10形の運用終了。
- 2001年（平成13年）10月1日：八百津線廃止に伴い、気動車の運用が無くなり閉鎖。